# Severio Aparicio Quispe
Severo Aparicio Quispe Aliento (distrito de San Pedro, provincia de Canchis, 8 de octubre de 1923 - Cusco, 6 de mayo de 2013) fue un teólogo católico peruano e historiador de la Iglesia, Obispo de Cuzco.

## Vida
Severo Aparicio Quispe entró, después de asistir a la Escuela en Sicuani y Cusco, a la Orden religiosa de los Mercedarios . Estudió Teología y Pedagogía en la Pontificia Universidad Católica de Chile y se graduó con una licenciatura en Teología y Gymnasiallehramt para las Lenguas. Él recibió el 22 de septiembre de 1951, la Ordenación sacerdotal. En la Pontificia Universidad Gregoriana, en Roma, se graduó con un Doctorado en historia de la Iglesia.
Enseñó en el Colegio San Pedro Nolasco de Santiago de Chile, y fue Becario en la Biblioteca del Congreso en Washington, D. C. Fue Provincial de su Orden en el Cuzco y enseñó en la Universidad Nacional de San Antonio Abad del Cusco. Después de una actividad de su orden en Roma, fue profesor de historia de la Iglesia en la Facultad de Teología Pontificia y Civil de Lima. De 1977 a 1978 fue Secretario general adjunto de la peruana conferencia Episcopal.
El Papa Juan Pablo II lo nombró el 11 de septiembre. diciembre de 1978 Obispo de Cuzco y obispo Titular de Vegesela en Numidia. El Arzobispo de Lima, Cardenal Juan Landázuri Ricketts,  OFM, lo nombró el 4 de marzo del siguiendo año para el Obispo; concelebrantes fueron Luis Vallejos Santoni, Arzobispo de Cuzco, y Lorenzo León Alvarado OdeM, Obispo de Huacho.
En 1986 fue director fundador del Instituto peruano de historia de la Iglesia (Instituto Peruano de Historia Eclesiástica), el cual en el año 1996 fue constituido como la Academia Peruana de Historia Eclesiástica, y editor de la revista académica "Revista Peruana de Historia Eclesiástica.
El 10 de abril de 1999, el Papa Juan Pablo II, aceptó su dimisión por motivo de avanzada edad.

## Premios y honores
- Medalla de Oro de Santo Toribio de Mogrovejo (Perú, 2002),
- Miembro correspondiente de la peruana Academia Nacional de la Historia.
- Medalla de oro de la ciudad del Cuzco.
- Miembro del Instituto Americano de Arte de la Ciudad Imperial.
- Consultor de la Comisión Pontificia para los bienes Culturales de la Iglesia.
- Título de doctor honoris causa de la Universidad Nacional San Antonio Abad del Cusco (2009).

## Obras
- Los mercedarios en los concilios limenses, 1973.
- "Los mercedarios de América y la redención de cautivos. Siglos XVI-XIX". En Anacleta Mercedaria, n° 1, de 1982.
- Valores humanos y religiosos del Inca Garcilaso de la Vega, 1989.
- Colegio San Pedro Nolasco de Lima (1664-1825). En Anacleta Mercedaria, n° 9, 1990.
- "Los Vicarios Generales de la Merced en el Virreinato del Perú". En Anacleta Mercedaria, n° 11, 1992.
- "Los mercedarios en la evangelización del Perú (siglos XVI-XVIII). En Anacleta Mercedaria, n° 13, 1994 (ed. 1998).
- Los Mercedarios en la Universidad de San Marcos de Lima, 1999
- Homenaje al R. P. doctor Antonio San Cristóbal Sebastián, de la Universidad Nacional de San Agustín de 2000
- El clero y la rebelión de Túpac Amaru, volumen 1 de la Colección Pachatusan 2000
- La orden de la Merced en el Perú: estudos históricos, Tomo 2, Provincia Mercedaria del Perú 2001
- José Pérez Armendáriz: obispo del Cuzco y precursor de la independencia del Perú, Tomo 3 de la Colección Pachatusan 2002
- Siete obispos cuzqueños de la colonia, en el tomo 2 de la Colección Pachatusan 2002 ()
- Siervo de Dios P. Francisco de Salamanca, en el tomo 4 de la Colección Pachatusan 2006
- El arzobispo Goyoneche ante las dificultades de la iglesia del Perú antes las dificultades de la Iglesia del Perú, 1816-1872 de 2006 ()